# Goodnight Mommy (2022)
Goodnight Mommy (bra: Boa Noite, Mamãe!) é um filme americano de terror psicológico dirigido por Matt Sobel e escrito por Kyle Warren, é um remake do filme austríaco de 2014 de mesmo nome. As estrelas do filme são Naomi Watts, Cameron e Nicholas Crovetti, Crystal Lucas-Perry, Jeremy Bobb, e Peter Hermann. O filme conta a história de dois irmãos gêmeos que suspeitam que sua mãe foi trocada por uma impostora, após uma cirurgia recente ter deixado seu rosto enfaixado.
Um remake para o filme de 2014 foi anunciado no início de 2021, com Sobel dirigindo a partir de um roteiro escrito por Warren, enquanto Watts era o protagonista. O restante do elenco foi anunciado mais tarde e a filmagem ocorreu de junho a agosto do mesmo ano.
Goodnight Mommy foi lançado no Prime Video pela Amazon Studios em 16 de setembro de 2022. O filme foi muito revisado pelos críticos, que elogiaram o desempenho de Watts, mas criticaram o seu roteiro e o consideraram "inferior" e "desnecessário" em comparação com o filme original.

## Trama
Os irmãos gêmeos Elias e Lukas voltam para casa para morar com a sua mãe, uma ex-atriz, depois de ficarem com o pai desde o divórcio. Ao vê-la novamente, eles ficam perturbados ao encontrá-la usando uma bandagem completa sobre toda a cabeça, lembrando uma balaclava branca. A mãe (a que nunca foi dado um nome) explica que fez uma cirurgia estética. Ela dá aos meninos algumas regras da casa, que incluem não entrar em seu quarto ou no celeiro do lado de fora.
Os meninos logo percebem que algo estranho está acontecendo com sua mãe, que não parece interessada em se reconectar com eles; ela bebe muito, parece zangada e não canta a canção de ninar que costumava cantar para eles quando mais novos. Elias também descobre que a mãe jogou fora um desenho que ele havia feito dos três, o que o deixa chateado. Durante a noite, Elias ouve a mãe falando ao telefone dizendo que não pode continuar fingindo e quer que ele vá embora.
Depois de ver um antigo retrato da mãe com olhos verdes, que agora tem olhos azuis, os meninos começam a questionar se a mulher com quem moram é mesmo a mãe deles. Quando eles tentam entrar em contato com o pai, a mãe quebra o celular que eles compartilhavam. Uma noite, enquanto ela toma banho, Elias tenta remover a máscara facial que ela está usando; uma discussão começa e, depois que Elias diz que ela não é a mãe deles, ela lhe dá um tapa e borrifa nele água gelada do chuveiro até ele admitir que está errado.
Apavorados, os meninos saem no meio da noite e tentam buscar ajuda em uma casa próxima, que descobrem estar abandonada. Eles invadem para passar a noite, mas são encontrados por dois policiais locais que os levam de volta para a casa da mãe. A mãe, que já tirou a bandagem, insiste que eles estão imaginando coisas e diz à polícia que Elias machucou o lábio ao cair perto da piscina.
Na manhã seguinte, a mãe acorda e encontra seus braços e pernas amarrados à cama com fita adesiva. Ela exige ser libertada, afirmando que é a mãe deles. Ela explica que usava lentes de contato verdes como atriz, alegando que estão lá embaixo em sua bolsa. Lukas conta para Elias que revistou a bolsa e não as encontrou. Elias de repente se sente desconfortável por deixar a mãe amarrada sentindo dor, mas Lukas o convence a ir, chamando-a de mentirosa. Enquanto espera um táxi próximo à casa, Elias volta para dentro, alegando que esqueceu de levar a escova de dentes. Ele procura na bolsa da mãe e encontra as lentes de contato. Lukas aparece e implora a Elias que o deixe explicar. Elias corre para o quarto para libertar a mãe enquanto Lukas desaparece.
A mãe leva Elias ao celeiro para mostrar um buraco de bala em uma das paredes, coberto de sangue. Ao vê-lo, Elias desmaia; é revelado que Elias acidentalmente atirou e matou Lukas, o que significa que Lukas foi uma alucinação o tempo todo. A morte dele deixou a mãe em uma depressão profunda, resultando em seu divórcio e afastamento de Elias. A mãe tenta consolá-lo, mas em uma raiva confusa, ele ataca e empurra a mãe para fora do celeiro; sua lanterna se quebra no processo, resultando em um incêndio. Elias foge e, em lágrimas, assiste o celeiro queimar por completo. Elias tem uma alucinação da mãe (agora parecendo mais jovem, como em seu antigo retrato) e Lukas que aparece ao seu lado. Com um sorriso, a mãe diz que ele não fez nada de errado e eles se abraçam.

## Elenco
- Naomi Watts como mãe
- Cameron Crovetti como Elias
- Nicholas Crovetti como Lukas
- Peter Hermann como Pai
- Cristal Lucas-Perry como Sandy
- Jeremy Bobb como Gary

## Produção
Em abril de 2021, a Variety anunciou que a Playtime havia comprado os direitos para um remake do filme austríaco de 2014, Goodnight Mommy, que estava sendo desenvolvido pela Amazon Studios e Animal Kingdom, com direção de Matt Sobel, roteiro de Kyle Warren e Naomi Watts definida como estrela e produtora executiva (ao lado dos roteiristas/diretores originais Veronika Franz e Severin Fiala ). Em junho do mesmo ano, Cameron e Nicholas Crovetti foram adicionados ao elenco, incluindo Jeremy Bobb, Crystal Lucas-Perry e Peter Hermann .
Em agosto de 2022, foi anunciado que Alex Weston havia composto a trilha sonora do filme.

## Lançamento
Goodnight Mommy foi lançado nos Estados Unidos em 16 de setembro de 2022, no Prime Video da Amazon Studios .

### Recepção da critica
No site de análises Rotten Tomatoes, 40% das 64 críticas foram positivas, com uma taxa média de 5.1/10. O consenso do site diz o seguinte, "Naomi Watts permanece talentosa como sempre, mas esse remake de Goodnight Mommy não tem uma razão verdadeira para existir." Metacritic, que usa uma ponderação média, classificou o filme pela nota 45 de 100, com base em 17 críticas, indicando "uma mistura de várias análises nessa média".
Benjamin Lee, do The Guardian, deu ao filme 2/5 estrelas, escrevendo: "Sem a direção excelente e assustadora da dupla tia-sobrinho Veronika Fran e Severin Fiala, ficamos com muito pouco, um pequeno filme liso, mas sem alma, que não deve apaziguar nem fãs do original nem novatos." Peter Sobczynski, do RogerEbert.com, deu ao filme 1/4 estrelas, dizendo que "replica as batidas básicas da história do original, mas deixa de fora toda a tensão, ambiguidade e invenção desagradável que tornou aquele esforço anterior tão eficaz em primeiro lugar. ." Murtada Elfadi, do The AV Club, escreveu: "O filme austríaco original teve valor de choque e horror genuíno e horrível. Esta nova versão americanizada lixa as arestas da narrativa a cada chance que tem ", e deu a ela uma nota C−.
Christian Zilko, do IndieWire, deu ao filme uma nota B−, escrevendo que "nunca tenta reinventar a roda, mas embora não tenha a potência do filme original, consegue manter os amantes do terror entretidos sem nunca se envergonhar". Paul Byrnes, do The Sydney Morning Herald, deu ao filme 3/5 estrelas, escrevendo: "Não posso dizer que é melhor ou pior que o original. É efetivamente arrepiante, ao invés de aterrorizante. Por que Sobel precisou refazê-lo é um mistério." Noel Murray, do Los Angeles Times, elogiou o desempenho de Watts, mas acrescentou que o filme "recua muito da violência e da tortura que fizeram do original uma provação tão sublime".